# ووجسواف شلانسکی
ووجسواف شلانسکی (به لاتین: Wodzisław Śląski) یک منطقهٔ مسکونی در لهستان است که در شهرستان ووجسواف واقع شده‌است. ووجسواف شلانسکی ۴۹٫۶۲ کیلومتر مربع مساحت و ۴۹٬۳۵۳ نفر جمعیت دارد.

## خواهرخوانده
شهرهای گلادبک، فوندی، کاروینا و Sallaumines خواهرخوانده‌های ووجسواف شلانسکی هستند.